# Dvainka
Dvainka je nenaseljeni otočić u hrvatskom dijelu Jadranskog mora.

## Zemljopis
Njegova površina iznosi 0,066 km². Dužina obalne crte iznosi 1,34 km.

## Povijest
U drugom svjetskom ratu bio je četničko mučilište. Na njemu su četnici 22. svibnja 1944. ubili i šestero Primoštenaca. Među njima župnika don Ivana Jurčeva i don Ante Juričeva iz Primoštena.